# Ignacy Hercok
Ignacy Hercok (ur. 1806, zm. 21 marca 1864 w Krakowie) – architekt i budowniczy pochodzenia austriackiego, mieszkający w Krakowie. 

## Życiorys
W latach[1825-1826 studiował, od 1832 roku był budowniczym rządowym w Krakowie. Jego projekty miały charakter głównie klasycystyczny.
Niezależnie od wykształcenia architekta posiadał doktorat z filozofii. Od 1832 roku zajmował stanowisko budowniczego, był dyrektorem Komisji Budownictwa przy Senacie Rządzącym. W tym czasie realizował również własne projekty w stylu klasycystycznym; między innymi przebudowa domu przy ul. Kanoniczej 11, budowa przy ul. Zwierzynieckiej 2, ul. Sławkowska 21, Straszewskiego 14/15, Krakowska 29. 
W okresie Rzeczypospolitej Krakowskiej wprowadzono, po raz pierwszy na ziemiach polskich, powszechny obowiązek szkolny dla dzieci w wieku do 6 do 12 lat.  Jedną z głównych przeszkód był brak budynków szkolnych, dlatego Hercok z racji swego stanowiska opracował standardowe  projekty budynków -  w wersji murowanej parterowej i piętrowej oraz w trzecim wariancie drewniany. Do planu dołączono kosztorys oraz plan realizacyjny.  Opracowanie pt. Opis budowy szkół początkowych miasta Krakowa i jego Okręgu (1837, 1838) zostało wydrukowane, a władze szkolne polecały je przy organizowaniu szkoły. W tym zakresie Hercok prowadził ścisły nadzór, bywał w wielu wsiach krakowskiego okręgu. Zwracał przy tym uwagę na otoczenie, właściwe odprowadzenie wody i ścieków, budowę odpowiednich toalet i gnojowników. Uważał, że zabudowania szkolne winny być wzorem dla ludności w zakresie zachowania higieny i odpowiednich warunków życia. 
Poza tym nadzorował i projektował własne budowle, tak było przy rozbudowie Jaworzna, prowadzonej w wyniku raportu senatora Feliksa Radwańskiego. Zgodnie z ówczesną praktyką podpisywał tylko nieliczne prace, dlatego można zidentyfikować tylko niektóre. Na pewno był autorem projektu pierwszej tzw. kancelarii górniczej budowanej w latach 1837-38 przy ul. Grunwaldzkiej (budynek nieistniejący). Przebudowa dawnego spichlerza na szpital górniczy w 1843 roku odbyła się po jego nadzorem, budynek szkoły i wikarówki w rynku zrealizowany został według jego projektu. Podobnie jak kilka innych szkół w jaworznickiej parafii, dzisiaj dzielnice Jaworzna – Byczyna, Szczakowa, Ciężkowice, Jeleń. Po upadku Rzeczypospolitej Krakowskiej (1846) realizował budowle w Krakowie, na przykład przy ul. Grodzkiej 13 i ul. Zwierzynieckiej tzw. dworek Pod Pawiem. Do najważniejszych jego sukcesów należy projekt synagogi Tempel przy ul. Miodowej 24, która została wzniesiona w latach 1860-62.  
Zmarł w Krakowie 21 marca 1864 roku i został pochowany na cmentarzu Rakowickim (obecnie w grobowcu rodziny Bobrzyńskich).

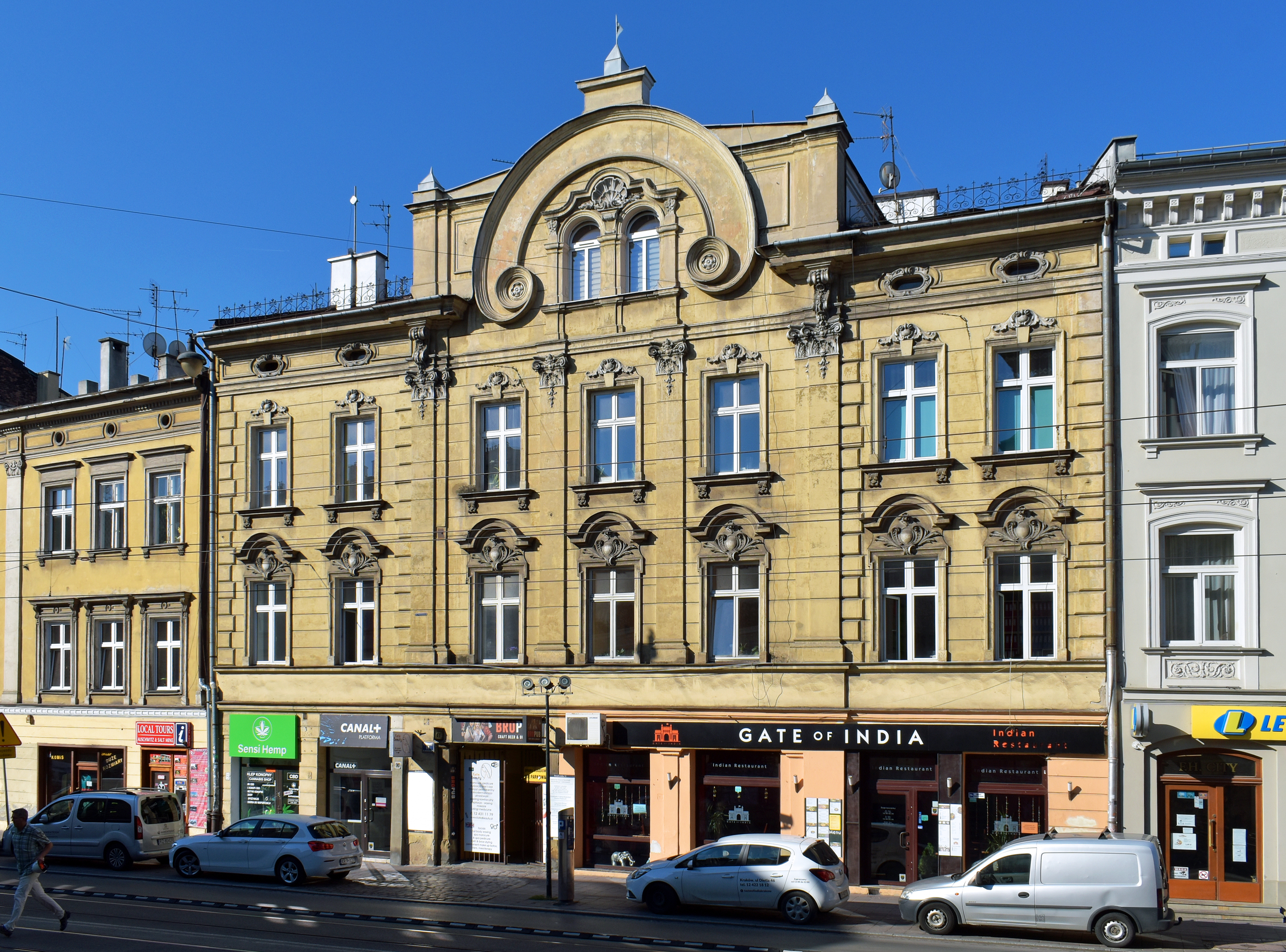
Dom Jakubowskicj (1829) Kraków ul. Stradomska 11
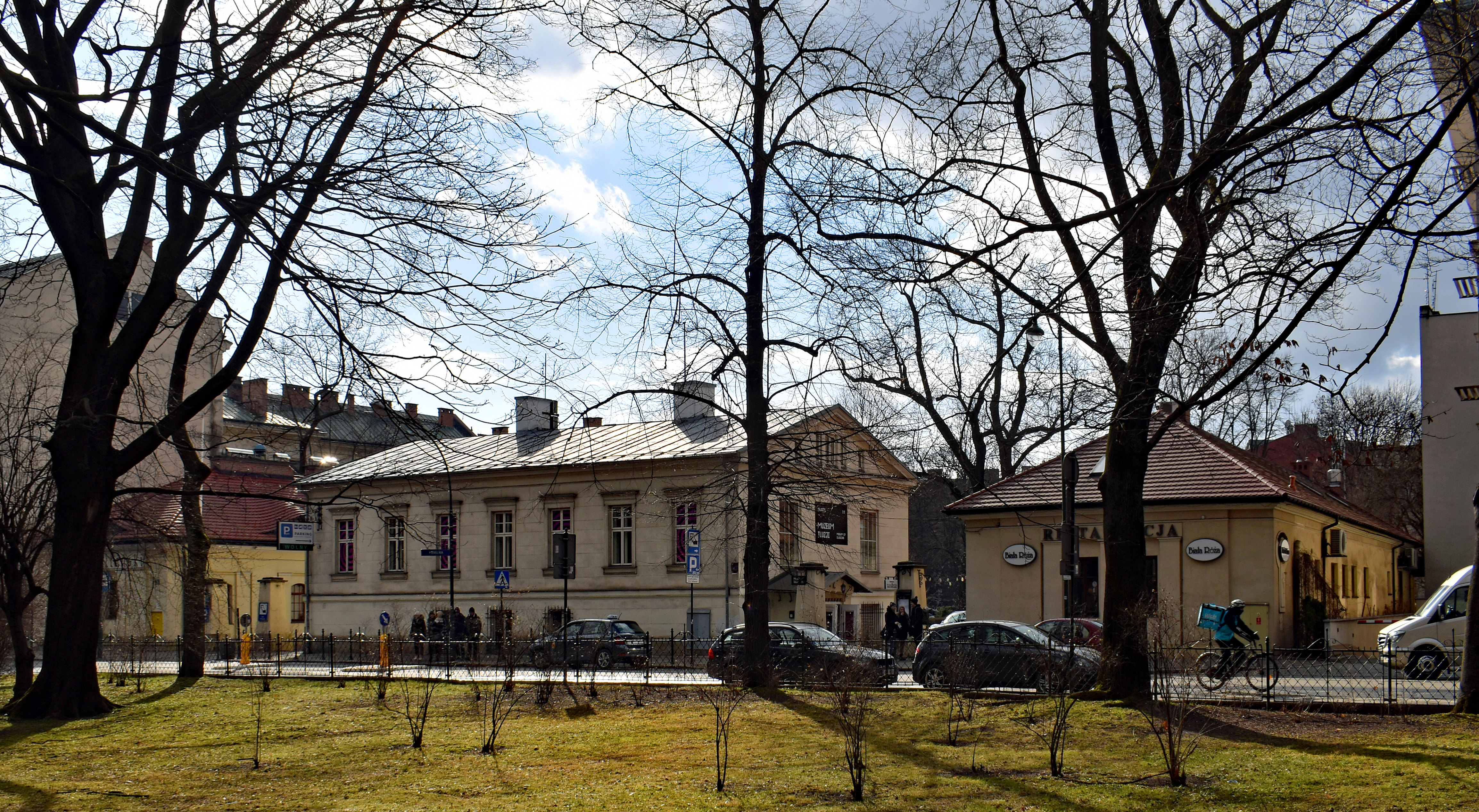
Dwór Potockich (1835) Kraków ul. Straszewskiego 15
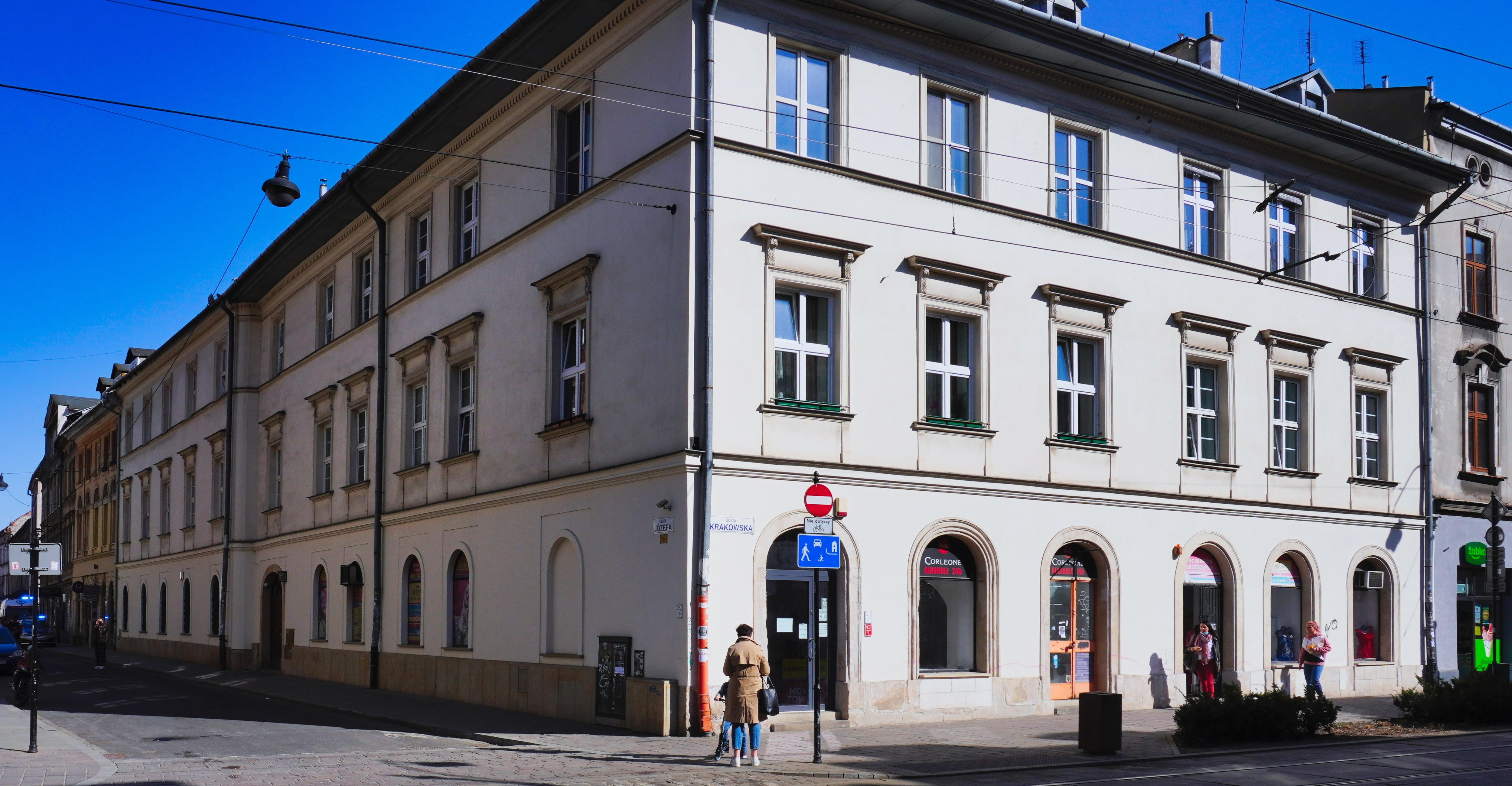
Kamienica (1847–1857), Kraków, ul. Józefa 1
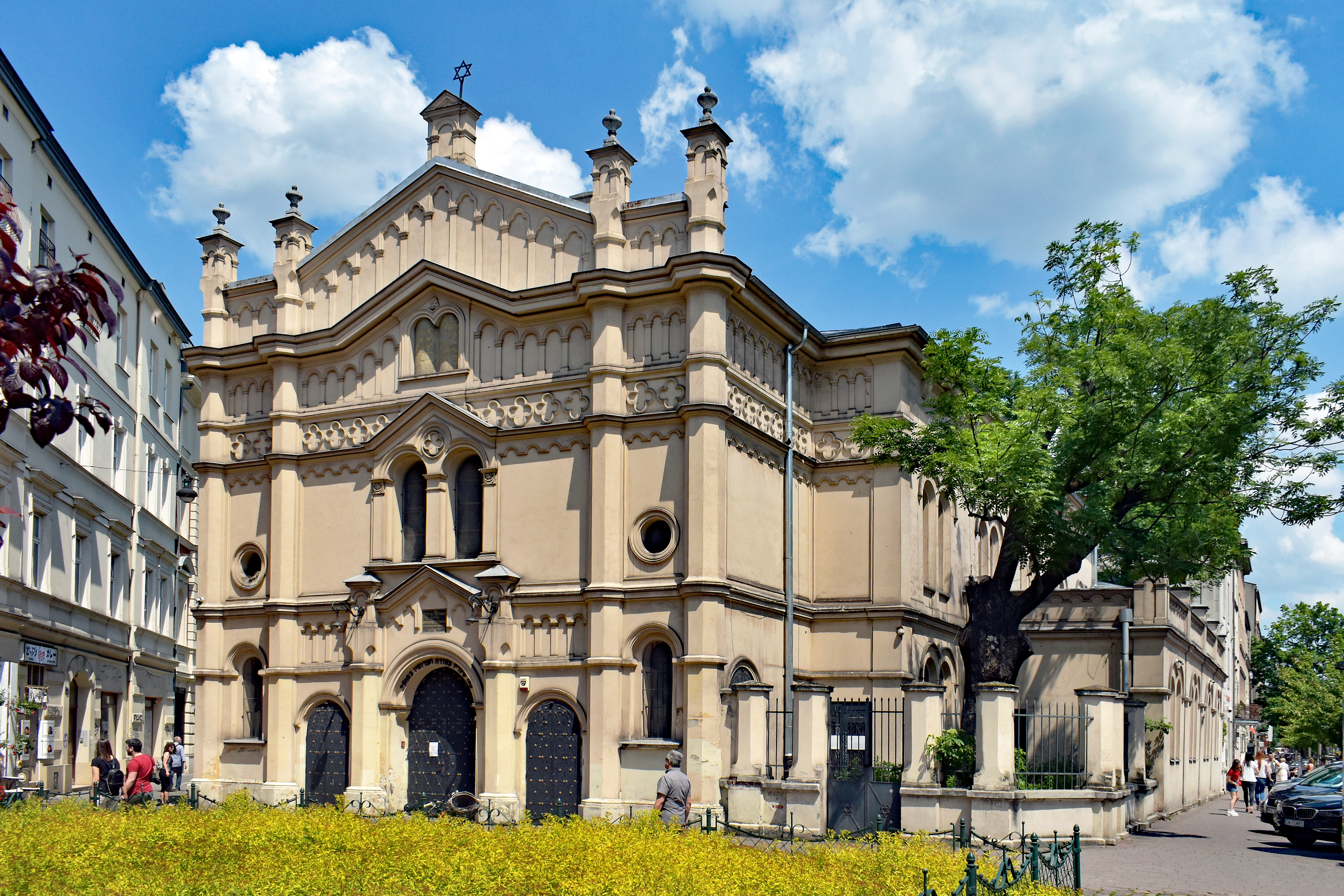
Synagoga Tempel (1860) Kraków ul. Miodowa 24